# Katinka Hosszú
Katinka Hosszú (ur. 3 maja 1989 w Peczu) – węgierska pływaczka, trzykrotna mistrzyni olimpijska. Wielokrotna mistrzyni świata i Europy na basenie 50 i 25 m, wielokrotna rekordzistka świata, rekordzistka Węgier we wszystkich konkurencjach indywidualnych na krótkim basenie. Jest nazywana Żelazną Damą ang. Iron Lady

## Kariera pływacka

### Letnie Igrzyska Olimpijskie 2016
Złota medalistka igrzysk olimpijskich w Rio de Janeiro na dystansie 100 m stylem grzbietowym, 200 m stylem zmiennym i 400 m stylem zmiennym. W finale olimpijskim 400 m stylem zmiennym ustanowiła nowy rekord świata z czasem 4:26,36. W konkurencji 200 m stylem zmiennym dwukrotnie poprawiała rekord olimpijski, w eliminacjach uzyskała czas 2:07,45, a w finale 2:06,58. Na dystansie 200 m stylem grzbietowym została wicemistrzynią olimpijską, w finale uzyskując czas 2:06,05.
Dzień przed rozpoczęciem mistrzostw na krótkim basenie Światowa Federacja Pływacka (FINA) ogłosiła ją najlepszą pływaczką na świecie w 2016 roku.

### Mistrzostwa Świata w Pływaniu na krótkim basenie 2016
Hosszú na mistrzostwach świata na krótkim basenie w Windsorze zdobyła 9 z 11 medali reprezentacji Węgier. Została mistrzynią świata w siedmiu konkurencjach (100 i 200 m stylem grzbietowym, 100 i 200 m stylem motylkowym, 100, 200 i 400 m stylem zmiennym). Na dystansie 100 m stylem zmiennym wywalczyła trzecie złoto z rzędu. Zdobyła także dwa srebrne medale w konkurencjach 200 m stylem dowolnym i 50 m stylem grzbietowym. Startowała również na 400 i 800 m kraulem, gdzie zajęła odpowiednio czwarte i ósme miejsce.

### 2017
Podczas mistrzostw świata w Budapeszcie zdobyła cztery medale. W konkurencji 400 m stylem zmiennym zdobyła swój czwarty tytuł mistrzyni świata i ustanowiła nowy rekord mistrzostw (4:29,33). Po raz trzeci z rzędu triumfowała na dystansie dwukrotnie krótszym, uzyskawszy czas 2:07,00. Na 200 m stylem grzbietowym wywalczyła srebro i czasem 2:05,85 pobiła rekord Węgier. Brązowy medal zdobyła w konkurencji 200 m stylem motylkowym (2:06,02).

### 2018
Na mistrzostwach Europy w Glasgow jako pierwsza kobieta w historii tych zawodów zwyciężyła po raz piąty z rzędu w tej samej konkurencji (200 m stylem zmiennym).

## Życie prywatne
W 2013 roku wzięła ślub ze swoim trenerem, Amerykaninem Shane'em Tusupem. Pod koniec maja 2018 roku poinformowała o ich rozstaniu. Jej ojciec István Hosszú był koszykarzem. W reprezentacji Węgier rozegrał 200 meczów.

## Rekordy świata
| Konkurencja                        | Rezultat | Data             | Miejsce        | Status                              |
| ---------------------------------- | -------- | ---------------- | -------------- | ----------------------------------- |
| 100 m stylem zmiennym (basen 25 m) | 57,73    | 8 sierpnia 2013  | Eindhoven      | do 8 sierpnia 2013                  |
| 100 m stylem zmiennym (basen 25 m) | 57,50    | 8 sierpnia 2013  | Eindhoven      | do 11 sierpnia 2013                 |
| 100 m stylem zmiennym (basen 25 m) | 57,45    | 11 sierpnia 2013 | Berlin         | do 28 sierpnia 2014                 |
| 100 m stylem zmiennym (basen 25 m) | 57,25    | 28 sierpnia 2014 | Doha           | do 1 września 2014                  |
| 100 m stylem zmiennym (basen 25 m) | 56,86    | 1 września 2014  | Dubaj          | do 5 grudnia 2014                   |
| 100 m stylem zmiennym (basen 25 m) | 56,70    | 5 grudnia 2014   | Doha           | do 8 sierpnia 2013                  |
| 100 m stylem zmiennym (basen 25 m) | 56,67    | 4 grudnia 2015   | Netanja        | do 7 sierpnia 2017                  |
| 100 m stylem zmiennym (basen 25 m) | 56,51    | 7 sierpnia 2017  | Berlin         | aktualny                            |
| 200 m stylem zmiennym (basen 50 m) | 2:06,12  | 3 sierpnia 2015  | Kazań          | aktualny                            |
| 200 m stylem zmiennym (basen 25 m) | 2:04,39  | 7 sierpnia 2013  | Eindhoven      | do 7 sierpnia 2013                  |
| 200 m stylem zmiennym (basen 25 m) | 2:03,20  | 7 sierpnia 2013  | Eindhoven      | do 27 sierpnia 2014                 |
| 200 m stylem zmiennym (basen 25 m) | 2:02,61  | 27 sierpnia 2014 | Doha           | do 31 sierpnia 2014                 |
| 200 m stylem zmiennym (basen 25 m) | 2:02,13  | 31 sierpnia 2014 | Dubaj          | do 6 grudnia 2014                   |
| 200 m stylem zmiennym (basen 25 m) | 2:01,86  | 6 grudnia 2014   | Doha           | aktualny                            |
| 400 m stylem zmiennym (basen 25 m) | 4:20,85  | 11 sierpnia 2013 | Berlin         | do 28 sierpnia 2014                 |
| 400 m stylem zmiennym (basen 25 m) | 4:20,83  | 28 sierpnia 2014 | Doha           | do 3 grudnia 2014 Mireia Belmonte   |
| 400 m stylem zmiennym (basen 25 m) | 4:19,46  | 2 grudnia 2015   | Netanja        | do 12 sierpnia 2017 Mireia Belmonte |
| 400 m stylem zmiennym (basen 50 m) | 4:26,36  | 6 sierpnia 2016  | Rio de Janeiro | do 1 kwietnia 2023 Summer McIntosh  |

## Wyróżnienia
- Najlepsza pływaczka roku 2016 na świecie
- Najlepsza pływaczka roku 2013 w Europie
- Sportsmenka roku 2009[16], 2012, 2013 na Węgrzech[17]